# Северное небесное полушарие

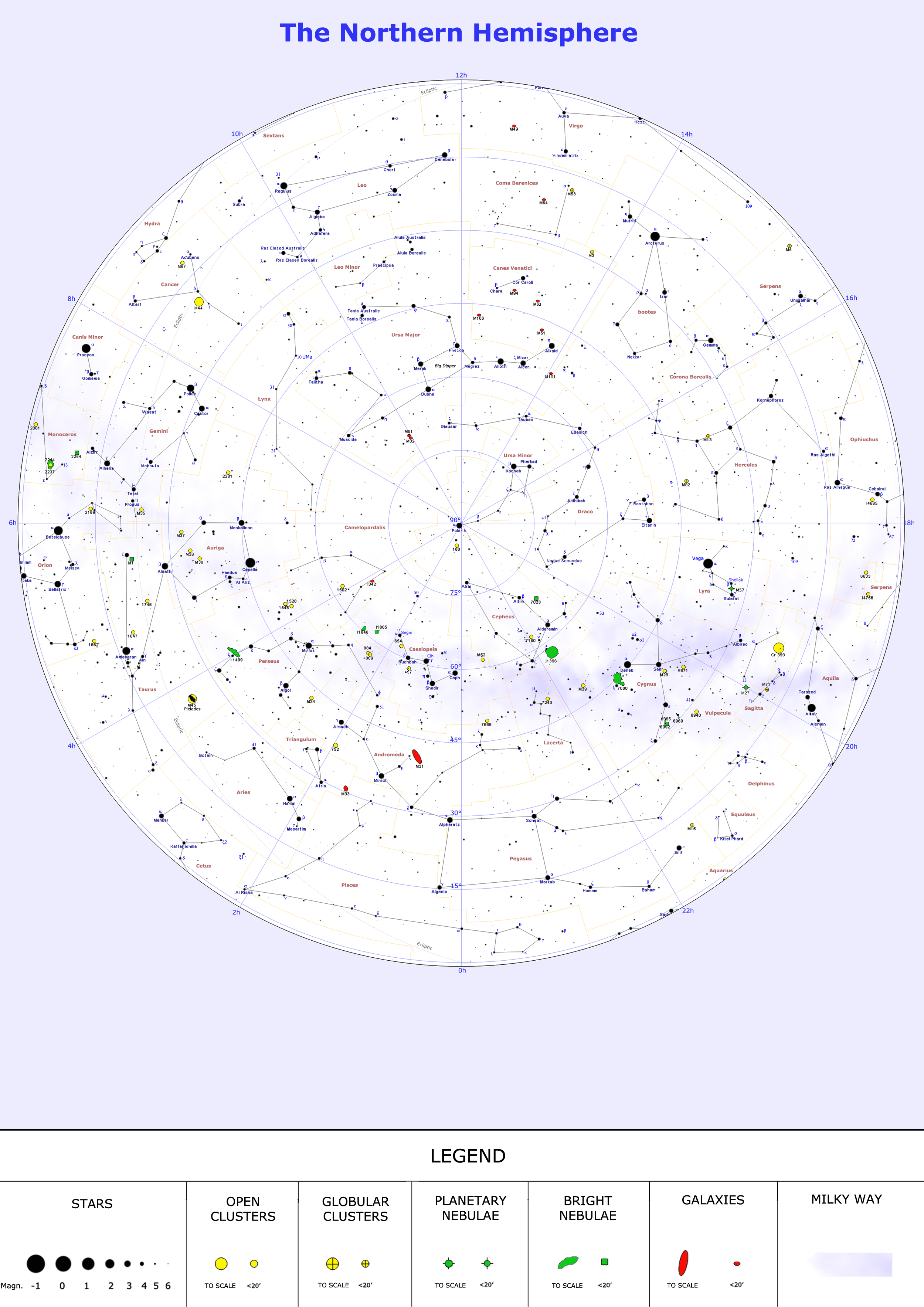
Карта звёздного неба всего северного небесного полушария с центром в северном полюсе мира.

Северное небесное полушарие, также называемое Северным небом, является северной половиной небесной сферы; то есть лежит к северу от небесного экватора. 
В любой момент времени всё Северное небо видно с географического Северного полюса. Чем дальше на юг от экватора Земли находится наблюдатель, тем меньшая часть этого полушария видна ему. Южный аналог - южное небесное полушарие.

## Астрономия
В контексте астрономических дискуссий или небесной картографии это небесное полушарие может также просто называться Северным полушарием.
Для построения карты звёздного неба астрономы могут представлять небо как внутреннюю часть сферы, разделённой на две половины небесным экватором. Следовательно, Северное небо или Северное полушарие - это половина небесной сферы, которая находится к северу от небесного экватора.
Даже если эта геоцентрическая модель представляет собой идеальную проекцию земного экватора на воображаемую небесную сферу, северное и южное небесные полушария не следует путать с полушариями самой Земли.